# 寅街镇
寅街镇，是中华人民共和国云南省大理白族自治州弥渡县下辖的一个乡镇级行政单位。

## 行政区划
寅街镇下辖以下地区：
寅街村、武邑村、东风村、河东村、栗树村、高营村、永丰村、大庄村、勤劳村、朵祜村和瓦哲村。